# Radiola (emissora de ràdio)
Radiola fou una emissora de ràdio francesa privada d'àmbit generalista fundada per Émile Girardeau, que va emetre des del 6 de novembre de 1922 fins al 28 de març de 1924. Les primeres proves Radiola van tenir lloc el 26 de juny de 1922 i les primeres emissions regulars van iniciar-se el 6 de novembre de 1922. El principal presentador fou Marcel Laporte, sota el pseudònim de Radiolo. El primer butlletí de notícies es va emetre el 6 de gener de 1923. Radiola va ser utilitzada com a eina de promoció de la marca de receptors Radiola, fabricats per la Société française radio-électrique.
Radiola es va convertir en Radio-Paris el 29 de març de 1924 i va passar sota control de l'estat el 17 de desembre de 1933 fins al 17 de juny de 1940. Radio-Paris va conservar el nom sota l'ocupació alemanya de França durant la segona guerra mundial, però va passar a estar sota control de les autoritats nazis i col·laboracionistes.